# Bernt Karger-Decker
Bernt Karger-Decker (* 27. Juli 1912 in Berlin als Bernhard Karger; † 30. März 2008 ebenda) war ein deutscher Autor vielgelesener populärwissenschaftlicher Bücher, überwiegend zur Geschichte der Medizin, der auf diesem Gebiet auch ein umfangreiches Bildarchiv angelegt hat.
Karger-Decker war als Redakteur und Bildredakteur sowie als Schriftsteller tätig. Für die Zeitschrift Deutsches Rotes Kreuz des Deutschen Roten Kreuzes der DDR verfasste er ab 1969 die 250-teilige Serie Bedeutende Ärzte und ab 1975 die Serie Geschichte der Medizin in 190 Folgen. Dabei hat er vielfach Mediziner als Fachberater einbezogen, z. B. zwei seiner Buchtitel, „Der Griff nach dem Gehirn“ und „Gifte, Hexensalben, Liebestränke“, wurden unter der wissenschaftlichen Mitarbeit des Pharmakologen Peter Oehme verfasst.

## Werke (Auswahl)
- Da hielt die Welt den Atem an, Verlag der Nation, Berlin 1959
- Aber die Wahrheit ist stärker. Große Forscher und Gelehrte ringen um Anerkennung, Koehler & Amelang, Leipzig 1961
- Ärzte im Selbstversuch. Ein Kapitel heroischer Medizin, Koehler & Amelang, Leipzig 1965
- Geschichte und Geschichten um Briefe und Briefmarken, Koehler & Amelang, Leipzig 1976
- Unsichtbare Feinde. Ärzte und Forscher im Kampf gegen den Infektionstod, Koehler & Amelang, Leipzig 1980
- Besiegter Schmerz. Die Geschichte der Narkose und Lokalanästhesie, Koehler & Amelang, Leipzig 1984
- Von Arzney bis Zipperlein. Bilder zur Kulturgeschichte der Medizin, edition q, Berlin 1992